# يوسف كتلو
يوسف كتلو (مواليد دورا بمحافظة الخليل، 19 تشرين الأول 1965) هو فنان تشكيلي فلسطيني، عضو مجلس أستشاري في وزارة الثقافة، كان عضو في رابطة الفنانيين التشكيليين الفلسطينيين، شغل منصب نائب رئيس مؤسسة إبداع للثقافة والفنون في دورا، في العام 2016 كان عضو مجلس أمناء جمعية العنقاء الثقافية في الخليل، كان يعمل في التصوير والتصميم الجرافيكي، وهو الآن متفرغ للنحت والرسم، نفذ 23 جدارية في عدة مدن فلسطينية، وأقام داخل الوطن وخارجه مجموعة معارض للوحاته الفنية.

## حياته
ولد يوسف كتلو في مدينة دورا بمحافظة الخليل في العام 1965، درس المرحلة الأساسية في مدرسة وكالة غوث وتشغيل اللاجئين الفلسطينيين في بلدة دورا قضاء الخليل، وأكمل في الخليل مرحلته الثانوية في مدرسة خاصة تتبع رابطة الجامعيين، وتم أعتقاله عام 1994 وأمضى في سجون الأحتلال ستة سنوات، ومن ثم درس في جامعة لاهاي الهولندية للدراسة عن بعد وحصل عام 2008 على درجة بكالوريوس في الفنون جميلة، شغل عدة مناصب وهم:
- عضو في رابطة الفنانيين التشكيليين الفلسطينيين
- نائب رئيس مؤسسة إبداع للثقافة والفنون في دورا
- عضو مجلس أمناء جمعية العنقاء الثقافية في الخليل
- عضو مجلس أستشاري في وزارة الثقافة[3]

## مسيرته الفنية
بدأ ممارسة الرسم منذ طفولته، وقام في العام 2008 أول معرض لأهم لوحاته أستقبل فيه العشرات من الشخصيات من مختلف أنحاء العالم، نفذ العديد من الجداريات والتي بلغ عددها 23 جدارية في مختلف المدن الفلسطينية منها بيت لحم ودورا والخليل ورام الله، تتضمن جدارياته شخصيات ورموز يتم نحتها بدقة عالية، أبرز جدارياته جدارية الشاعر محمود درويش بعرض 3 أمتار وبطول 10 أمتار أقيمت في حديقة درويش في بلدة دورا، وأيضًا جدارية الشهيد غسان كنفاني، وجدارية جورج حبش في مدينة بيت ساحور، وجدارية عيون سارة بعرض 4 أمتار وبطول 10 أمتار التي رسمها عام 2011 في مدينة الخليل
وقام بالعديد من المعارض التي جعلت من لوحاته تعبر قارات العالم منهم:
- الأرض...باقون هنا
- صباح الخير يا يافا

- نحن الجدار الأبقى[1]